# 連干·卡西奧·迪·蘇沙·蘇亞雷斯
卡西奥·德·索萨·苏亚雷斯（葡萄牙語：Cássio de Souza Soares，1979年1月22日—），通常称为林肯（Lincoln），是一名巴西足球运动员。連干以其精準的傳球而聞名。

## 生涯
連干首間效力的是巴西甲組聯賽的明尼路，在球會的3年之中，共於聯賽上陣47場，攻入4球。
後來，連干離開祖國，並轉投德國繼續足球生涯，他所加盟的是德甲的凱沙羅頓，在德國的首年就為球會上陣27場聯賽，射入8球，表現不俗。次年，連干受到傷患困擾，上陣20場聯賽中，只有兩球的入球。後來於2003年至2004年的球季，連干又再因為傷患而削弱了他的表示，上陣6球聯賽入了兩球。
最終，凱沙羅頓放棄了經常受傷患困擾的連干，並於2004年的夏季轉會至沙尔克04。在新球會的第1年就成功取得了正選球員身份，在聯賽中上陣31場貢獻12球，又協助球會得到聯賽亞軍，優良的表現令連干與球會續約至2008年。
2007年夏天，林肯正式从史浩克04转会至土耳其劲旅加拉塔萨雷。